# Collebeato
Collebeato (lombardul: Cobiàt) település Olaszországban, Lombardia régióban, Brescia megyében. Lakosainak száma 4455 fő (2023. január 1.). Collebeato Brescia, Concesio és Cellatica községekkel határos.

## Népesség
A település lakossága az elmúlt években az alábbi módon változott:
| Lakosok száma | 4637 | 4654 | 4455 |
|               | 2017 | 2018 | 2023 |